# Cryptochironomus borysthenicus
Cryptochironomus borysthenicus är en tvåvingeart som först beskrevs av Chernovskij 1949.  Cryptochironomus borysthenicus ingår i släktet Cryptochironomus och familjen fjädermyggor. Inga underarter finns listade i Catalogue of Life.